# 六座拿破仑半身像
《六座拿破仑半身像》（英語：The Adventures of the Six Napoleons）是柯南·道爾所著的福爾摩斯探案的56個短篇故事之一，收錄於《归来记》系列当中。

## 故事简介
一天晚上苏格兰场的雷斯垂德探长在歇洛克·福尔摩斯与約翰·華生共进晚餐之后，分享了自己最近接获的奇怪案件，有人连续于康宁顿街的冒斯·贺德逊商店的分行及下布列克斯顿街的巴尔尼柯大夫的住家及诊所打碎拿破仑的半身像，这引起了歇洛克·福尔摩斯对此案的兴趣。（三座拿破仑半身像已在此时被破坏了）
在肯辛顿彼得街一名新闻记者的家门前发生了谋杀案之后及破坏第四座拿破仑半身像，歇洛克·福尔摩斯开始掌握线索，且利用机会发放出假消息模糊做案者。接着歇洛克·福尔摩斯及他的同伴約翰·華生一同前往半身像的经销处就是康宁顿街的冒斯·贺德逊商店的分行及半身像的制造处调查。雷斯垂德探长、歇洛克·福尔摩斯与約翰·華生三人埋伏于齐兹威克区的拉布诺姆别墅，并拿获意大利籍歹徒倍波（姓氏不详）。（第五座拿破仑半身像被破坏了）

## 改編作品
- 1944年電影《福尔摩斯之死亡珍珠（英语：The Pearl of Death）》[1]
- 電視劇第四季第一集《六座柴契爾夫人像》[2]